# Paul Berg
Paul Timmy Berg (30. června 1926 Brooklyn, New York – 15. února 2023 Stanford) byl americký biochemik, vysokoškolský profesor a průkopník genového inženýrství, který propojil tradiční svět biochemie a metabolismu s moderním světem molekulární biologie. V roce 1980 obdržel společně s Walterem Gilbertem a Frederickem Sangerem Nobelovu cenu za chemii („za základní výzkum biochemie nukleových kyselin, zejména rekombinantní DNA“) a v roce 1983 mu bylo uděleno Národní vyznamenání za vědu.
Vystudoval biochemii na Penn State University. V roce 1952 získal doktorát z biochemie na Case Western Reserve University. Působil jako profesor na lékařské fakultě Washingtonovy univerzity a Stanfordovy univerzity a zastával funkci ředitele Beckmanova centra pro molekulární a genetickou medicínu. Byl členem Papežské akademie věd (od 25. června 1996) a Národní akademie věd Spojených států.

## Biografie
Paul Berg se narodil v Brooklynu v New Yorku jako nejstarší ze tří bratrů do rodiny ruských židovských imigrantů. Jejich původní jméno bylo Bergsaltz a při příjezdu do USA si jej změnili na Berg. Berg se od dětství zajímal o chemii. V roce 1943 absolvoval Abraham Lincoln High School, kde ho ovlivnili inspirativní učitelé přírodních věd. Během druhé světové války sloužil u námořnictva. V roce 1948 získal bakalářský titul z biochemie na Penn State University a v roce 1952 doktorát z biochemie na Case Western Reserve University v Clevelandu.
Po ukončení postgraduálního studia strávil dva roky (1952–1954) jako postdoktorand Americké společnosti pro výzkum rakoviny. Pracoval v Institutu cytofyziologie v dánské Kodani a na lékařské fakultě Washingtonovy univerzity v St. Louis na oddělení mikrobiologie. Během svého působení na univerzitě spolupracoval s budoucím nositelem Nobelovy ceny Arthurem Kornbergem. V letech 1955 až 1959 působil jako profesor na lékařské fakultě Washingtonovy Univerzity. Po roce 1959 přešel na Stanfordovu univerzitu, aby tam pomohl Kornbergovi založit nové oddělení biochemie. Začal se zajímat o genetiku mikrobů a odjel na studijní pobyt do laboratoře Renata Dulbecca v Salkově ústavu, kde se naučil techniky kultivace živočišných buněk. Od roku 1959 do roku 2000 vyučoval biochemii na Stanfordově univerzitě a v letech 1985 až 2000 působil jako ředitel Beckmanova centra pro molekulární a genetickou medicínu. V roce 2000 odešel z administrativních a pedagogických funkcí do důchodu a nadále se věnoval výzkumu.

### Vědecká kariéra
Berg se zabýval biochemií a molekulární biologií více než padesát let. Jako mladý vědec vyřešil několik klíčových problémů v metabolické chemii a dále objevil mechanismy, kterými DNA a RNA řídí syntézu bílkovin v živých systémech.
V roce 1972 se mu podařilo jako prvnímu vědci vytvořit molekulu DNA složenou z genů dvou různých organismů. Tento typ molekuly je známý jako hybridní DNA nebo rekombinantní DNA (rDNA). Uvedená technika byla zásadním krokem ve vývoji moderního genového inženýrství. Berg si byl plně vědom etických a bezpečnostních rizik této nové technologie. Spoluorganizoval proto v roce 1975 konferenci v Asilomaru v Kalifornii, kde se přední vědci dohodli na prvních bezpečnostních standardech pro genetický výzkum.
Bergova metoda mimo jiné otevřela cestu k vytvoření bakterií, které produkují látky vhodné např. pro výrobu léků. Jedním z prvních praktických výsledků rekombinantní technologie byl vývoj vakcíny proti žloutence, lidského růstového hormonu a kmene bakterií obsahujícího gen pro produkci savčího hormonu inzulinu.
Spolu se svými kolegy Arthurem Kornbergem a Charlesem Yanofskym založil Berg v roce 1980 biotechnologický výzkumný institut DNAX. Zpočátku se výzkum v DNAX zaměřoval na využití rDNA k tvorbě imunoglobulinů se speciálními vlastnostmi. Později ústav koupila společnost Schering-Plough a výzkum se přesunul na výrobu interleukinů (neprotilátkových prvků imunitního systému) s využitím expresního klonovacího systému vyvinutého v Bergově laboratoři. Od svého založení se DNAX stal jedním z předních výzkumných center v oblasti imunologie.
Později se Berg na Stanfordu věnoval studiu mechanismu oprav poškozené DNA. Uvědomoval si potřebu užšího propojení výzkumníků v oblasti molekulární biologie s klinickými výzkumníky a v roce 1985 pomohl založit multidisciplinární Beckmanovo centrum pro molekulární a genetickou medicínu na Stanfordu a stal se jeho prvním ředitelem.
Publikoval více než 200 vědeckých článků a spolu s Maxine Singer napsal několik populárně vědeckých knih o genetice. V roce 2003 spolu vydali životopis průkopníka genetiky George Beadlea (George Beadle: An Uncommon Farmer).

### Osobní život

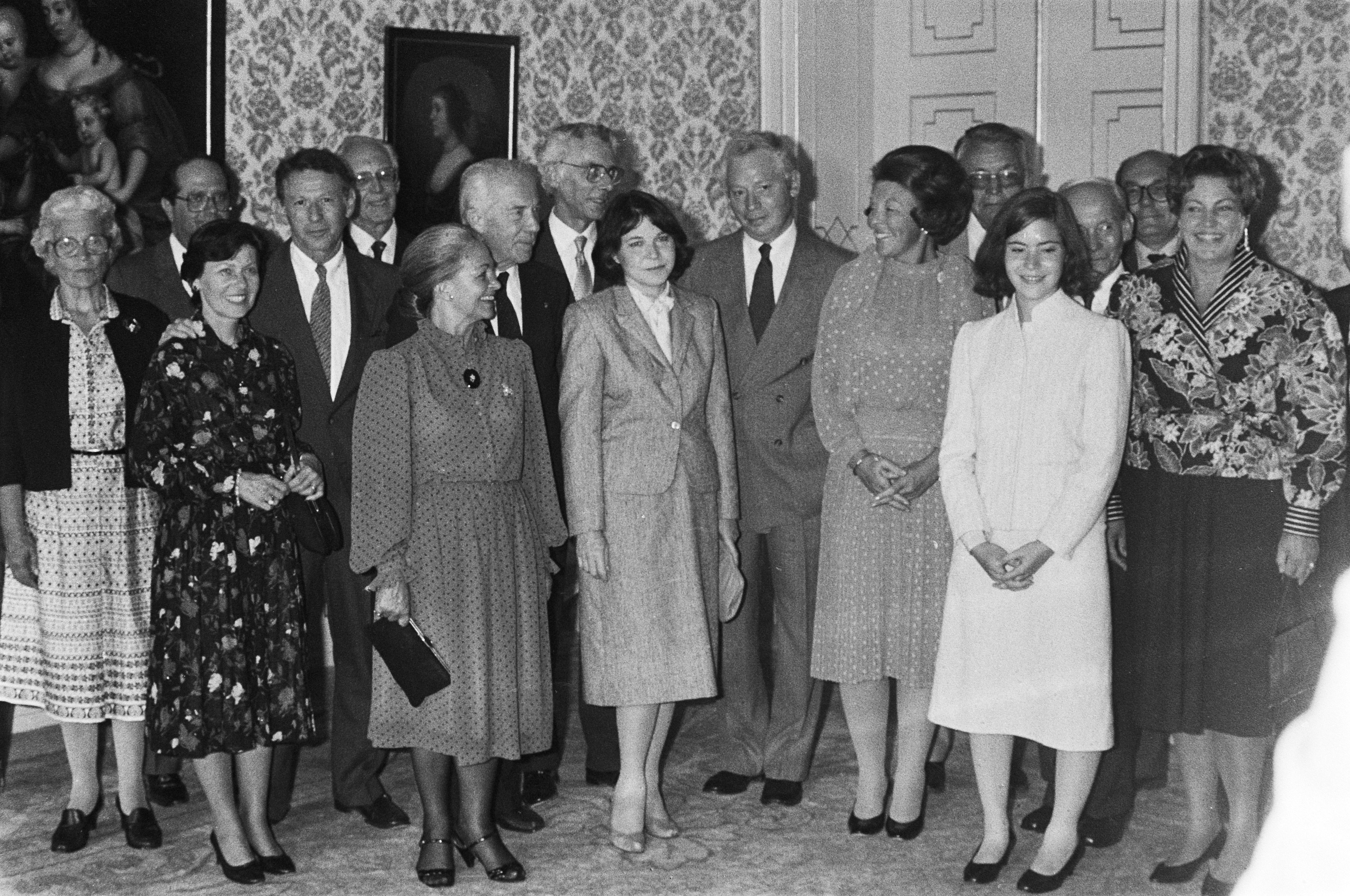
Královna Beatrix se setkává s laureáty Nobelovy ceny v roce 1983, Mildred Levy a Paul Berg jsou druhý pár zleva

Během letní brigády na střední škole se seznámil s Mildred Levy. Vzali se v roce 1947 poté, co dokončila vzdělání zdravotní sestry. Měli spolu syna Johna a manželství trvalo téměř 75 let. Paul Berg zemřel 15. února 2023 ve věku 96 let.

## Ocenění
Kromě Nobelovy ceny obdržel řadu dalších ocenění, včetně Laskerovy ceny (1980) a National Medal of Science (1983). Byl členem Národní akademie věd Spojených států, Královské společnosti v Londýně a mnoha dalších významných vědeckých organizací a držitelem čtyř čestných doktorátů.

### Nobelova cena
Berg získal polovinu Nobelovy ceny za chemii za rok 1980, o druhou polovinu se podělili Walter Gilbert a Frederick Sanger. Berg byl oceněn za přínos základnímu výzkumu biochemie nukleových kyselin se zvláštním zřetelem k rekombinantní DNA. Sanger a Gilbert byli vyznamenáni za přínos v oblasti určování sekvencí bází v nukleových kyselinách.